# Stanisław Pawlak (polityk)
Stanisław Pawlak (ur. 22 maja 1952 w Lubominie) – polski polityk i samorządowiec, poseł na Sejm II i III kadencji, senator XI kadencji.

## Życiorys
Ukończył w 1976 studia na Wydziale Rolniczym Akademii Rolniczej w Poznaniu. Od 1977 kierował jedną ze spółdzielni kółek rolniczych. Był działaczem PZPR, wchodził w skład egzekutywy komitetu miejsko-gminnego PZPR w Lubrańcu. Od 1982 do 1990 pełnił funkcję naczelnika miasta i gminy Lubraniec. Po przemianach politycznych należał do SdRP, następnie przystąpił do Sojuszu Lewicy Demokratycznej, który przekształcił się w Nową Lewicę. W 1993 i 1997 z ramienia SLD uzyskiwał mandat posła na Sejm II i III kadencji, który sprawował do 2001. W latach 1994–2002 pełnił funkcję burmistrza Lubrańca (bez powodzenia kandydował w pierwszych wyborach bezpośrednich. Bezskutecznie kandydował w wyborach parlamentarnych w 2005, 2011 i 2015. W 2002 został zatrudniony w Wojewódzkim Funduszu Ochrony Środowiska i Gospodarki Wodnej w Toruniu. Po kilku miesiącach przeszedł na stanowisko wiceprezesa Krajowej Spółki Cukrowej Polski Cukier (został odwołany w 2006).
W 1998 po raz pierwszy został wybrany do Sejmiku Województwa Kujawsko-Pomorskiego. Reelekcję uzyskiwał w kolejnych wyborach w 2002, 2006, 2010, 2014 i 2018. Nie został wybrany na kolejną kadencję w 2024. W wyborach uzupełniających z 21 lipca 2024 został wybrany na senatora XI kadencji z okręgu włocławskiego (w miejsce Krzysztofa Kukuckiego). 24 lipca 2024 złożył ślubowanie senatorskie.

## Wyniki w wyborach ogólnopolskich
| Wybory | Komitet wyborczy    | Komitet wyborczy             | Organ              | Okręg           | Wynik          |
| ------ | ------------------- | ---------------------------- | ------------------ | --------------- | -------------- |
| 1993   |                     | Sojusz Lewicy Demokratycznej | Sejm II kadencji   | nr 49           | 13 283 (8,81%) |
| 1997   | Sejm III kadencji   | Sojusz Lewicy Demokratycznej | 7107 (5,76%)       | nr 49           |                |
| 2005   | Sejm V kadencji     | Sojusz Lewicy Demokratycznej | nr 5               | 3125 (1,09%)    |                |
| 2011   | Senat VIII kadencji | Sojusz Lewicy Demokratycznej | nr 13              | 27 808 (23,82%) |                |
| 2015   |                     | Zjednoczona Lewica           | Sejm VIII kadencji | nr 5            | 5302 (1,46%)   |
| 2024   |                     | Nowa Lewica                  | Senat XI kadencji  | nr 13           | 9888 (46,30%)  |